# 言語帝国主義
言語帝国主義（げんごていこくしゅぎ）とは、ある地域で特定の外国語が、その政治・経済・文化・軍事力により圧倒的な影響力を持つこと。
「言語帝国主義は、ある支配的な言語への乗り換えで必ず他者を巻き込む。基本的にその支配言語への乗り換えは、伝統的に軍事力だけでなく、現代世界においては経済力といった権力の表出であって、支配的文化の面々はたいていその支配言語とともに乗り換えられる。」（ブリタニカ百科事典）

## 概要
言語による「文化支配」の一種であるこの現象は、ある社会集団に対して生活様式・教育・音楽などの強制を含む文化帝国主義と呼ばれる現象の一部とされている。
「言語帝国主義」という表現にはイデオロギー的な響きがあるために、軽蔑的な言葉であると考えられることが多い。よって、その定義付けはデリケートな問題であり、しばしば優位な国の政治的・経済的・軍事的権力と関連していて、特に政治的配慮や仲裁が必要となる。
この現象は、どんな言語にも理論的に関連付けることができるはずだが、一般的に「言語帝国主義」を語る人々は、この用語を英語に適用することが多い。とりわけ、デンマークのコペンハーゲンビジネススクール（CBS）名誉教授・ロバート・フィリップソンの著書『言語帝国主義 英語支配と英語教育（Linguistic Imperialism）』(1992)  以降に生じた言語の政治性や文化的な側面に関する議論において、「言語帝国主義」という用語は使い古された言葉と見なされている。
言語帝国主義は、地域言語を置き去りにして、その言語を使用不可の状態に陥れ、この世から消し去ろうとする植民地の権力の実体であるといえる。それは、定められた条件の強制または特定の方法によって、特定の考えを言語そのものを使って伝えた点で首尾一貫している。例えば朝鮮語の口語においては、発話者が対話者に向かって、対話者の社会階層の位置が発話者より上位か下位かに言及することなく何かを述べることは不可能である。
帝国主義の歴史にとって、19世紀は、実は言語帝国主義の特定の権威化の性格を持つものを語ってくれる。国民化教育は帝国の言語で行われ、その帝国の言語が公用語であったため、その言語を学ぶことは経済的に成功するための、またはそこで生き残るための条件であった。それゆえ、旧植民地地域で行われた土着言語に対する抑制は各方面で論議を呼んでいる。
本稿では「帝国主義」のモデルによるこれらの手順を念頭に説明する。

## 英語帝国主義
産業革命後の英語帝国主義は、史上初の地球規模の言語帝国主義であり、かつてのラテン語やフランス語、スペイン語といったどの言語帝国主義をも遥かにしのぐ勢力である。

## フランス語帝国主義
フランス植民地帝国とen:Language policy in Franceも参照。Ethnologue report for language code:fraでフランス語の広がりが確認できる。
帝国主義的に発展した言語は英語だけではない。多くの国家は、集団のコミュニケーションを最も円滑にするため、あるいは権力の集中を促進するために、言語の使用を押し付けようとした。17世紀から1919年まで、フランス語は外交の主要言語であり、 ヨーロッパの全貴族が長い間習い、世界の「エリート」の子供たちの多くに今日まで教えられてきた。

### イギリス
1066年、ウィリアム1世 (イングランド王)はイギリス海峡を横断して、多くの住人がロマンス語を全く話していなかったグレートブリテン島にオイル語の方言であるノルマン語をもたらした。ノルマン語は上流階級の言語になって、次第に英語にも影響を与えるようになった。また、ノルマンディーでフランス語がノルマン語に代わり地位を得ると、フランス語が英語に影響を与えるようになった。

### ベルギー
1830年のベルギー独立革命の間、多数派の言語であったオランダ語系のフラマン語が排除され、その代わりに唯一の公用語としてフランス語が強要された。その結果、フランス語が急激に使用されるようになり、首都ブリュッセルはフランス語圏になった。1830年には人口の85％がオランダ語を話していたが、現在では15％程度にとどまっている。そのため、2015年には税務申告書の93％がフランス語で作成されている。

### 旧植民地
フランス植民地帝国の創設とともに、フランス語は海を横断して、一貫性のためすべての植民地で義務的に教えられる言語になった。フランス語は主に地元のエリートや種族の首長の子供たちに教えられた。独立後、特にサハラ以南のアフリカでは、フランス語で教育を受けたこれらのエリートたちが、多様な言語があるアフリカでの国際的なコミュニケーション手段として、植民地時代の公用語であったフランス語を維持した。

### カナダ
英語圏のカナダにおいて、主にフランス語圏のケベック州では、フランス語憲章により、集会に参加する権利、教育を受ける権利、フランス語で店でサービスを受ける権利などが保証されている。

### フランス国内の歴史
フランスでは、1539年にヴィレール＝コトレの勅令がフランソワ一世によって制定された。その勅令は、フランソワ語（後のフランス語）が教養ある少数の人にしか話されていなかったのにもかかわらず、最大多数によって「判決が明確で分かりやすい<<que les arretz soient clers et entendibles>>」ように、法的な文書でラテン語の代わりにフランソワ語の使用するよう強制したと解釈できる。しかし多くの法学者は、この勅令が古典フランス語では無くラテン語を犠牲にして、実際には地域言語にも押し付けていたと主張している。
言語ナショナリズムの言説の中でよく語られるフランス革命と19世紀を通して、「国家の統一のためには、単一の言語が必要だ」としてフランス語はフランスのシンボルになった。en:Bertrand Barère de Vieuzacは「連邦主義と迷信は、低地ブルトン語を話す」と「rapport sur les idiomes（イディオムに関する報告書）」を提出する際に公安委員会に言った。
長い間エリート集団の言語であったフランス語は、徐々にフランスの地域言語に取って代わるようになった。世俗的で義務的な公教育の導入によって、19世紀の終わりからこの現象は加速した。兵役や世界大戦、特に第一次世界大戦では、母語の異なる兵士らの間でのコミュニケーションはフランス語でしなければならなかった。また、テレビやラジオはフランス語の統一に大きく貢献した。
また、フランスの上級政治家の中には、過激な（ジャコバン派的な）国家観に基づいて、地方言語や地域言語への不信感を示す人もいた。1925年、公共教育大臣Anatole de Monzieが「フランスの言語統一のために、ブルトン語は消えなければならない!」と発言している。その後1972年には、フランス共和国大統領だったジョルジュ・ポンピドゥーは、「ヨーロッパに印を刻むことを運命づけられたフランス に地域言語の居場所はない」と発言している。

### 現代のフランス
現代のフランスでは、フランス共和国憲法 (1958) の第一章第二条や en:Toubon Law (1994) が、少数言語による教育を衰退させる原因を作った。
一方、1951年に制定されたディクソンヌ法により、地域言語の任意教育が認められ、バスク語、ブルトン語、カタルーニャ語、オック語が最初に恩恵を受けた。同年以降、いくつかの地域言語はバカロレアの選択テストとなった。このような地域言語への取り組みを反映して、フランス語総代表部（DGLF）は、2001年に「フランス語およびフランスの言語のための総代表部」となった。2008年の憲法改正により、第75条1項が設けられ、地域言語がフランスの遺産に含まれるようになった。
欧州連合は1992年に、「公私の両方の生活で地域言語や少数言語を使う権利は、奪うことのできない権利である」ことを認可したヨーロッパ地方言語・少数言語憲章を採択した。しかし、その憲章はフランス共和国憲法に反するため、1999年にフランスはその憲章に署名はするものの、批准することはなかった。

## その他の言語の帝国主義
植民地の状態であった地域またはある地域を支配下において統一しようとしたところで、類似した特徴は起こった。極東・アフリカ・南アメリカの各地域において、地域言語はより強力な文化の勢力によって強制的に置き換えられるか、優位な文化使用によって置き去りにされた。例えば、普通話・広東語によってチベット語が、そしてスペイン語によってケチュア語が取り残された。しかしトルコでは、クルド語は、トルコ語と比較して維持されようとするそうだ。

### 日本語帝国主義
大日本帝国は太平洋戦争中、占領地で日本語教育を行なった。21世紀の現在でも、当時の被占領地では皇民化教育を受けたため、日本語での会話が可能な例が存在する。また、「バカヤロー」「テンノーヘーカ」「バンザイ」など日本軍将兵が多用したためにより日本語が現地のスラング化した例が見受けられる。

### ギリシア語帝国主義
ローマ帝国において、古代ギリシア語は、学術・哲学・芸術・自然科学の分野で特権的な地位を保っていた。ギリシア語起源の語彙は、今日でも医学などの学術分野でよく見られる。また、aérodrom（飛行場）・téléphone（電話）・téléphérique（ケーブルカー）・bathyscaphe（バチスカーフ）などのように、フランス語で新語を造る際にもギリシア語がよく使われた。

### ラテン語帝国主義
ラテン語はローマ軍が征服した土地で広まった言語で、ローマ人に征服された全ての地方の行政・司法・貿易の分野で重要な言語であった。フランス語・イタリア語・スペイン語・ポルトガル語・ルーマニア語といったロマンス諸語の原点はラテン語の俗語化にあって、その過程でケルトやイベリアの古代言語の消失をもたらした。種のカタログを作る植物学など特定の自然科学の分野・まだ多くの専門用語の表現がラテン語式の法学の分野・カトリック教会の典礼の言語といった分野では、今日でもまだまだラテン語は支配的であると言える。
ローマ帝国も参照。

### スペイン語帝国主義
16世紀からのアメリカ大陸の植民地化以降、スペイン語は南アメリカと中央アメリカに広まった。ブラジルのポルトガル語の場合と同様に、スペイン語は実際に原住民と結合していった。
太陽の沈まない国・en:Spanish Empireも参照。Ethnologue report for language code:spaでスペイン語の広がりが確認できる。

### ドイツ語帝国主義
今日のドイツと中央ヨーロッパの多くにまたがっていた神聖ローマ帝国の設立の後で、ドイツ語とその方言は、中央ヨーロッパの上流階級にとって好ましい言語選択になった。成功の程度は様々であったが、中央・東ヨーロッパ一帯でドイツ語は通商と地位の言語として広がった。この侵攻もついには第二次世界大戦の間に劇的な終焉を迎えた。
ドイツ植民地帝国とen:Germanizationも参照。

### ロシア語帝国主義
1930年から、ロシア語はスターリンによってソビエト連邦の地方で、非ロシア語話者に強要された。スターリンは徐々にロシア革命の始めに「理想主義的」な共産党によって準備された少数言語教育に終止符を打ち始めた。ロシア語の侵攻もロシア語話者住民への移住政策によって支えられていたのだ。
このように、カザフスタンのような特定の共和国で、地元住民はロシア人に対して数の上で少数であると目に見える形で現れた。ウクライナ・モルダビア・ベラルーシでは、ロシア人は常にかなりの少数派を構成していた。カザフスタンでは常に、グラグに関連した人口の混合がロシア語の強制を支えた。ロシア語は、ソ連の実質的な公用語であり、事実上のソ連軍の作業言語でもあった。ソ連共産党は、むらのある兵役ツァーリズムに終止符を打って、全ての民族のために同じ期間の兵役を押しつけた。
このようにして、ロシア語は、国中から集まってくる兵士同士のコミュニケーションで使う唯一の言語になった。ロシア語は、ソ連共産党で働くために、最高職に就くために、大学に行くために、そしてかなり簡単な本を読むことにさえ必須の言語であった。
このようにして、地域言語は、ロシア語の「氾濫」によって強くその価値を押し下げられた。共産主義のシステムも、以前は口語に対する強要だけだったが、特に中央アジアではラテン文字またはアラビア文字の代わりにキリル文字が押し付けられた。その結果、旧ソ連の各共和国の住民にロシア語を理解させるのと同じくらい、ロシア語を母語とするロシア人が各共和国の言語を理解する助けともなった。それは同化によってもたらされる非常に効果的な要因のひとつといえる。アルファベットの「キリル文字化」は、ルーマニア語を話し、ラテン文字を書き込むモルダビア人にも強要された。このような観点から、より具体的に彼らをルーマニア人から引き離すことで、彼らをソ連の共同体の一員にすることに寄与した。
1989年の時点で、ソ連の大多数の非ロシア系の人々がロシア語を共通語としてまるで母語のように話したことから、それ以前までに採られてきた言語政策は非常に効果的であったことが分かる。ソ連の言語帝国主義は、ソ連の国境の範囲内に留まらなかった。ドイツ・ポーランド・ハンガリー・チェコスロバキアなどのワルシャワ条約機構の加盟国に対して、英語 ・ドイツ語・フランス語の代わりにロシア語が必須外国語として強要された。 ソ連共産党のほとんどすべての執行部員はモスクワまたはレニングラードで育っていたため、彼らのロシア語のレベルはかなり高かったことだろう。要するに、ワルシャワ条約またはコミンフォルムのような国際組織で、ロシア語を共通語とすることで東側諸国に負担を課した。しかし、ロシア語を「侵略者の言語」とみなす住民からの反発に苦しんだが、その試練は1991年のソビエト連邦の崩壊をもって終焉を迎えることになった。
en:Soviet Empireも参照。

### ヒンディー語帝国主義
言語帝国主義のもう一つの例は、独立後のインドで見られる。当局はヒンディー語をインドの唯一の「国家語」にしようとする行動を開始したが、カンナダ語・テルグ語・タミル語・マラヤーラム語・コンカニ語・トゥル語などドラビダ語族の言語が話されている南部の州からの抗議が起こったために、「国家語」政策が立ち上がらなかった。ヒンディー語は、英語とともに、インドの公用語を構成することになった。しかし、1991年の経済の自由化の開始後、英語はビジネス・高等教育・研究のリンガ・フランカになった。最近インドの都市部では、初等教育でさえ教授言語はほぼ英語になっている。

### アラビア語帝国主義
中世に、領土の拡大とクルアーンの普及とともに、典礼の言語になるアラビア語は北アフリカと小アジア全域に勢力をとどろかせた。モロッコ・アルジェリア・リビアのベルベル語話者に対する en:Arabization は、言語権を主張する勢力の抵抗に会うと同時に、スーダンでは、 英語に代わって、南部ではアフリカの言語に代わってアラビア語がその地位を獲得するに至った。
イスラム帝国も参照。Ethnologue report for language code:arbでアラビア語の広がりが確認できる。

## 「反・言語帝国主義論」
国際理解教育による相互理解の促進や国際補助語としての人工言語の使用は、言語帝国主義に対処する方法として開発されたものと言われている。
言語的・文化的な標準化（グローバリゼーション）を支持する人々と、多言語使用や多文化主義を支持する人々との間には、互いに見解の相違が存在する。
ワシントン大学教授で言語学者のシドニー・スペンス・カルバートの研究によると、現在最も広く普及している人工言語は、約200万人の話者を有するエスペラントと言われている。

### 言語権
ヨーロッパは宗教改革にも見られるように、多言語への取り組みが観察される地域のひとつである。
欧州連合はアメリカによる英語帝国主義を脅威と捉え、多言語主義を掲げている。言語には人権に等しく権利があると主張され、「言語権」という概念が確立した地域である。言語権とは、「人は母語による教育を受け、母語を用いた生活が保障される」と言う趣旨を持つ権利である。
スペインのカタロニア語は、フランシスコ・フランコによる独裁政権により激しい弾圧を受け、公的な場から追放されたものの、フランコの死後国王に即位したフアン・カルロス1世の治世下でスペインの民主化が進むなかで復権したことから、少数言語の復権成功例と言われている。
また、カナダでも、多くの英語母語話者がフランス語のイマージョン・プログラムに参加して、英仏両言語のバイリンガリズムに取り組んでいるとされている。

### 言語生態学
英語版のページを参照。
- 「ことばのエコロジー」
- 環境学・生態学

## 関連書籍
- C&C振興財団 (2005)『インターネットにおける言語と文化受容』 NTT出版 ISBN 4-7571-0173-2
- 岩切朋彦
  - (2004)「『日本』と『日本語』-『西洋』と『英語』 日本のコンテクストから見る言語帝国主義と言語ナショナリズム（上）」『西南学院大学大学院文学研究論集』 No.23 西南学院大学大学院 pp. 121-166
  - (2005)「『日本』と『日本語』-『西洋』と『英語』 日本のコンテクストから見る言語帝国主義と言語ナショナリズム（下）」『西南学院大学大学院文学研究論集』 No.24 西南学院大学大学院 pp. 41-67
- 植田晃次・山下仁 (2006)『「共生」の内実　批判的社会言語学からの問いかけ』 三元社 ISBN 4-88303-163-2
- 大石俊一 (2005)『英語帝国主義に抗する理念　「思想」論としての「英語」論』明石書店 ISBN 4-7503-2232-6
- 桂木隆夫 (2003)『ことばと共生　言語の多様性と市民社会の課題』 三元社 ISBN 4-88303-114-4
- 川村湊 (2004)『海を渡った日本語　植民地の「国語」の時間』 青土社 ISBN 4-7917-6112-X
- 言語権研究会 (1999)『ことばへの権利　言語権とはなにか』 三元社 ISBN 4-88303-061-X
- 小嶋勇 [監修]；全国ろう児をもつ親の会 [編集] (2004)『ろう教育と言語権　ろう児の人権救済申立の全容』 明石書店 ISBN 4-7503-1959-7
- 『ことばと社会』編集委員会 (2004)『ヨーロッパの多言語主義はどこまできたか』 三元社 ISBN 4-88303-110-1
- 真田信治・生越直樹・任栄哲 (2005)『在日コリアンの言語相』 和泉書院 ISBN 4-7576-0283-9
- 沢恒雄 (2001)「文化経済立国論（構想編）」『愛知学泉大学コミュニティ政策学部紀要』 Vol.4 愛知学泉大学 pp. 45-67 NAID 110006608101
- 渋谷謙次郎・小嶋勇 (2007)『言語権の理論と実践』　三元社 ISBN 978-4-88303-211-2
- 立花英裕 (2000)「出版物紹介 三浦信孝・糟谷啓介編「言語帝国主義とは何か」」『フランス語教育』 通号 29 日本フランス語教育学会 pp. 105-8
- 全在紋 (2002)「国際会計論における言語帝国主義」『桃山学院大学経済経営論集』44/3 桃山学院大学 pp. 77-125 NAID 110000215500
- 津田幸男 (2006)『英語支配とことばの平等 英語が世界標準語でいいのか？』 慶應義塾大学出版会 ISBN 4-7664-1304-0
- 藤原敬介 (2002)「言語民主主義から言語帝国主義へ 少数言語からみたバングラデシュの言語問題」『社会言語学』通号 2「社会言語学」刊行会pp. 99-117
- ましこ・ひでのり (2006) 『ことば／権力／差別　言語権からみた情報弱者の解放』 三元社 ISBN 4-88303-192-6
- 三浦信孝
  - (2000) 「特別記事 シンポジウム報告『言語帝国主義の過去と現在 』」『言語』29/4 （通号 343）大修館書店 pp. 86-9
  - (2001)『普遍性か差異か　共和主義の臨界、フランス』 藤原書店 ISBN 4-89434-264-2
- 三浦信孝・糟谷啓介 (2000)『言語帝国主義とは何か』 藤原書店 ISBN 4894341913